# Seznam dílů seriálu Rodinka na kousky
Toto je seznam dílů seriálu Rodinka na kousky. Americký sitcom Rodinka na kousky měl premiéru na stanici CBS.

## Přehled řad
| Řada | Díly | Premiéra v USA    | Premiéra v USA  | Premiéra v ČR   | Premiéra v ČR   |
| Řada | Díly | První díl         | Poslední díl    | První díl       | Poslední díl    |
| ---- | ---- | ----------------- | --------------- | --------------- | --------------- |
| 1    | 22   | 21. září 2015     | 31. března 2016 | 30. června 2016 | 1. září 2016    |
| 2    | 22   | 27. října 2016    | 11. května 2017 | 25. října 2017  | 3. ledna 2018   |
| 3    | 22   | 2. listopadu 2017 | 17. května 2018 | nebylo vysíláno | nebylo vysíláno |
| 4    | 13   | 18. dubna 2019    | 27. června 2019 | nebylo vysíláno | nebylo vysíláno |

## Seznam dílů

### První řada (2015–2016)
| Č. v seriálu | Č. v řadě | Původní název                           | Český název | Režie           | Scénář              | Premiéra v USA     | Premiéra v ČR     |
| ------------ | --------- | --------------------------------------- | ----------- | --------------- | ------------------- | ------------------ | ----------------- |
| 1            | 1         | Pilot                                   |             | Jason Winer     | Justin Adler        | 21. září 2015      | —                 |
| 2            | 2         | Interruptus Date Breast Movin           |             | Jason Winer     | Justin Adler        | 28. září 2015      | —                 |
| 3            | 3         | Sleepy Email Brunch Tree                |             | Jeremy Garelick | Brad Copeland       | 5. října 2015      | 30. června 2016   |
| 4            | 4         | Prison Baby Golf Picking                |             | Jason Winer     | Kirker Butler       | 12. října 2015     | 30. června 2016   |
| 5            | 5         | Babe Secret Phone Germs                 |             | Claire Scanlon  | Rolin Jones         | 19. října 2015     | 7. července 2016  |
| 6            | 6         | Ponzi Sex Paris Bounce                  |             | Jason Winer     | Lesley Wake Webster | 5. listopadu 2015  | 7. července 2016  |
| 7            | 7         | Nanny Tent Earrings Cheeto              |             | Jason Winer     | Elizabeth Tippet    | 12. listopadu 2015 | 14. července 2016 |
| 8            | 8         | Godparent Turkey Corn Farts             |             | Chad Lowe       | Maggie Mull         | 19. listopadu 2015 | 14. července 2016 |
| 9            | 9         | Hospital Boudoir Time-Out Namaste       |             | Fred Goss       | Alec Sulkin         | 26. listopadu 2015 | 21. července 2016 |
| 10           | 10        | Burn Vasectomy Milkshake Pong           |             | Jason Winer     | Greg Malins         | 10. prosince 2015  | 21. července 2016 |
| 11           | 11        | College Stealing Santa Caroling         |             | Phil Traill     | Barbara Adler       | 17. prosince 2015  | 28. července 2016 |
| 12           | 12        | Bite Flight Wing-Man Bonnie             |             | Helen Hunt      | Justin Adler        | 7. ledna 2016      | 28. července 2016 |
| 13           | 13        | Party Lobster Gym Sale                  |             | Ken Whittingham | Brad Copeland       | 14. ledna 2016     | 4. srpna 2016     |
| 14           | 14        | Will Trash Book Spa                     |             | Jason Winer     | Kirker Butler       | 21. ledna 2016     | 4. srpna 2016     |
| 15           | 15        | Soccer Gigi TV Mikey                    |             | Lisa Statman    | Lesley Wake Webster | 4. února 2016      | 11. srpna 2016    |
| 16           | 16        | Tattoo Valentine Guitar Pregnant        |             | Jason Winer     | Alec Sulkin         | 11. února 2016     | 11. srpna 2016    |
| 17           | 17        | Hair Recital Rainbow Mom                |             | Ken Whittingham | Elizabeth Tippet    | 18. února 2016     | 18. srpna 2016    |
| 18           | 18        | Sexting Mall Lemonade Heartbreak        |             | Rebecca Asher   | Maggie Mull         | 25. února 2016     | 18. srpna 2016    |
| 19           | 19        | Pestilence War Famine Death             |             | Phil Traill     | Greg Malins         | 3. března 2016     | 25. srpna 2016    |
| 20           | 20        | Prank Assistant Gum Puppy               |             | Chad Lowe       | Barbara Adler       | 10. března 2016    | 25. srpna 2016    |
| 21           | 21        | Cinderella Fantasy Prom Dougie (Part 1) |             | Phil Traill     | Joe Cristalli       | 31. března 2016    | 1. září 2016      |
| 22           | 22        | Crytunes Divorce Tablet Ring (Part 2)   |             | Chad Lowe       | Justin Adler        | 31. března 2016    | 1. září 2016      |

### Druhá řada (2016–2017)
| Č. v seriálu | Č. v řadě | Původní název                        | Český název | Režie            | Scénář                        | Premiéra v USA     | Premiéra v ČR      |
| ------------ | --------- | ------------------------------------ | ----------- | ---------------- | ----------------------------- | ------------------ | ------------------ |
| 23           | 1         | Annulled Roommate Pill Shower        |             | Jason Winer      | Jason Alder                   | 27. října 2016     | 25. října 2017     |
| 24           | 2         | Receptionist Pot Voting Cramp        |             | Alisa Statman    | Brad Copeland                 | 3. listopadu 2016  | 25. října 2017     |
| 25           | 3         | Eyebrow Anonymous Trapped Gem        |             | Chad Lowe        | Barbara Adler                 | 10. listopadu 2016 | 1. listopadu 2017  |
| 26           | 4         | Cheap Promotion Flying Birthday      |             | Alex Reid        | Dave Jeser a Matt Silverstein | 17. listopadu 2016 | 1. listopadu 2017  |
| 27           | 5         | Dinner Professor Steps Lesbian       |             | John Riggi       | Maggie Mull                   | 24. listopadu 2016 | 8. listopadu 2017  |
| 28           | 6         | Boxing Opinion Spider Beard          |             | Jason Winer      | Lesley Wake Webster           | 1. prosince 2016   | 8. listopadu 2017  |
| 29           | 7         | Swim Survivor Zen Talk               |             | Jude Weng        | Joe Cristalli                 | 8. prosince 2016   | 15. listopadu 2017 |
| 30           | 8         | Window Vanity Dress Grace            |             | Helen Hunt       | Greg Malins                   | 15. prosince 2016  | 15. listopadu 2017 |
| 31           | 9         | #TBT: Y2K Sophia Honeymoon Critter   |             | Jason Winer      | Marcos Luevanos               | 5. ledna 2017      | 22. listopadu 2017 |
| 32           | 10        | Musical Motel Property Bingo         |             | Chad Lowe        | Justin Adler                  | 12. ledna 2017     | 22. listopadu 2017 |
| 33           | 11        | Tailgate Spiral Souvenir Seating     |             | Jim Hensz        | Elizabeth Tippet              | 19. ledna 2017     | 29. listopadu 2017 |
| 34           | 12        | Best Waxing Grocery Rental           |             | Jim Hensz        | Lesley Wake Webster           | 2. února 2017      | 29. listopadu 2017 |
| 35           | 13        | Chef Rescue Negotiator Necklace      |             | Lisa Statman     | Barbie Alder                  | 9. února 2017      | 6. prosince 2017   |
| 36           | 14        | Facebook Fish Planner Backstage      |             | Jaffar Mahmood   | Brad Copeland                 | 16. února 2017     | 6. prosince 2017   |
| 37           | 15        | Awkward Bra Automated Ordained       |             | Rebecca Asher    | Dave Jeser a Matt Silverstein | 23. února 2017     | 13. prosince 2017  |
| 38           | 16        | Dirtbike Old Mechanic Earthquake     |             | Jonathan Judge   | Greg Malins                   | 9. března 2017     | 13. prosince 2017  |
| 39           | 17        | Sleepover Dream Light Haze           |             | Ken Whittingham  | Elizabeth Tippet              | 30. března 2017    | 20. prosince 2017  |
| 40           | 18        | Favorite Vision Miguel Matchmaker    |             | Chris Koch       | Marcos Leuvanos               | 6. dubna 2017      | 20. prosince 2017  |
| 41           | 19        | Babysit Argument Invention Butterfly |             | Eric Dean Seaton | Maggie Mull                   | 13. dubna 2017     | 27. prosince 2017  |
| 42           | 20        | Ear Scorn Registry Manuscript        |             | Alisa Statman    | Joe Cristalli                 | 27. dubna 2017     | 27. prosince 2017  |
| 43           | 21        | Late Smuggling Dreambaby Voucher     |             | Angela Gomes     | Brad Copeland                 | 4. května 2017     | 3. ledna 2018      |
| 44           | 22        | Poison Fire Teats Universe           |             | Jude Weng        | Barbara Adler                 | 11. května 2017    | 3. ledna 2018      |

### Třetí řada (2017–2018)
| Č. v seriálu | Č. v řadě | Původní název                               | Český název | Režie                | Scénář                         | Premiéra v USA     | Premiéra v ČR   |
| ------------ | --------- | ------------------------------------------- | ----------- | -------------------- | ------------------------------ | ------------------ | --------------- |
| 45           | 1         | Settlement Pacifier Attic Unsyncing         |             | John Riggi           | Justin Adler                   | 2. listopadu 2017  | nebylo vysíláno |
| 46           | 2         | Bunny Single Nightmare Drinking             |             | Eric Dean Seaton     | Brad Copeland                  | 9. listopadu 2017  | nebylo vysíláno |
| 47           | 3         | Treasure Ride Poker Hearing                 |             | Jonathan Judge       | Barbara Adler                  | 16. listopadu 2017 | nebylo vysíláno |
| 48           | 4         | Testosterone Martyr Baked Knife             |             | Jaffar Mahmood       | Lesley Wake Webster            | 23. listopadu 2017 | nebylo vysíláno |
| 49           | 5         | Meal Potty Cart Middle                      |             | Jonathan Judge       | Jordan Young                   | 30. listopadu 2017 | nebylo vysíláno |
| 50           | 6         | Waffle Permission Kidless Boyfriend         |             | John Riggi           | Elizabeth Tippet               | 7. prosince 2017   | nebylo vysíláno |
| 51           | 7         | Thirty-Five Teacher Escape Lottery          |             | Jaffar Mahmood       | Maggie Mull                    | 14. prosince 2017  | nebylo vysíláno |
| 52           | 8         | The Twelve Shorts of Christmas              |             | Jeffrey Walker       | Joe Cristalli                  | 21. prosince 2017  | nebylo vysíláno |
| 53           | 9         | Reading Egg Nurse Neighbor                  |             | Marcus Stokes        | Dave Jeser a Matt Silverstein  | 4. ledna 2018      | nebylo vysíláno |
| 54           | 10        | Emergency Interview Driving Lunch           |             | Melissa Kosar        | Kyle Mack                      | 11. ledna 2018     | nebylo vysíláno |
| 55           | 11        | Goose Friends Auction Fog                   |             | Ken Whittingham      | Liz Hara                       | 18. ledna 2018     | nebylo vysíláno |
| 56           | 12        | Toilet Shaving Stuck Fertility              |             | Eric Dean Seaton     | Max Saltarelli                 | 1. února 2018      | nebylo vysíláno |
| 57           | 13        | Therapy Cheating Shoes Movie                |             | Natalia Anderson     | Brad Copeland                  | 1. března 2018     | nebylo vysíláno |
| 58           | 14        | Parents Ancestry Coupon Chaperone           |             | Linda Mendoza        | Barbara Adler                  | 8. března 2018     | nebylo vysíláno |
| 59           | 15        | Graffiti Cute Jewelry Shots                 |             | Melissa Kosar        | Jordan Young                   | 29. března 2018    | nebylo vysíláno |
| 60           | 16        | Pageant Bike Animals Jerky                  |             | Jonathan Judge       | Dave Jesser a Matt Silverstein | 5. dubna 2018      | nebylo vysíláno |
| 61           | 17        | Sitter Dating Sister Mattress               |             | Alex Reid            | Elizabeth Tippet               | 12. dubna 2018     | nebylo vysíláno |
| 62           | 18        | Portrait Plagiarism Renter Scam             |             | Beth McCarthy-Miller | Maggie Mull                    | 19. dubna 2018     | nebylo vysíláno |
| 63           | 19        | #TBT: House Destiny Introduction Retirement |             | Chad Lowe            | Sarah Tapscott                 | 26. dubna 2018     | nebylo vysíláno |
| 64           | 20        | Lingerie Cookbook Gamble Surrogate          |             | Jude Weng            | Joe Cristalli                  | 3. května 2018     | nebylo vysíláno |
| 65           | 21        | Video Piercing Model Hangover               |             | Jim Hensz            | Kyle Mack                      | 17. května 2018    | nebylo vysíláno |
| 66           | 22        | Sixteen Spanish Car Leak                    |             | Justin Adler         | Justin Adler                   | 17. května 2018    | nebylo vysíláno |

### Čtvrtá řada (2019)
| Č. v seriálu | Č. v řadě | Původní název                    | Český název | Režie             | Scénář                          | Premiéra v VB   | Premiéra v ČR   |
| ------------ | --------- | -------------------------------- | ----------- | ----------------- | ------------------------------- | --------------- | --------------- |
| 67           | 1         | Jungle Push Resort Anniversary   |             | Jonathan Judge    | Justin Adler                    | 18. dubna 2019  | nebylo vysíláno |
| 68           | 2         | Demo Nosebreath Surgery Match    |             | Justin Adler      | Barbara Adler                   | 18. dubna 2019  | nebylo vysíláno |
| 69           | 3         | Misery Turd Name Pills           |             | Jim Hensz         | Jason Belleville                | 25. dubna 2019  | nebylo vysíláno |
| 70           | 4         | Birth Meddling Jacket Denial     |             | Natalia Anderson  | Ilana Wernick                   | 2. května 2019  | nebylo vysíláno |
| 71           | 5         | Sonogram Frog Rub Family         |             | Linda Mendoza     | Jordan Young                    | 9. května 2019  | nebylo vysíláno |
| 72           | 6         | Recovery Discipline Psycho Labor |             | Chad Lowe         | Brad Copeland                   | 23. května 2019 | nebylo vysíláno |
| 73           | 7         | Lost Math Art Glam               |             | Melissa Kosar     | Danielle Hoover a David Monahan | 30. května 2019 | nebylo vysíláno |
| 74           | 8         | X Box Glimpse Spotlight          |             | Natalia Anderson  | Nadiya Chettiar                 | 6. června 2019  | nebylo vysíláno |
| 75           | 9         | Four Short Fairy Tales           |             | Eric Dean Stanton | Joe Cristalli                   | 13. června 2019 | nebylo vysíláno |
| 76           | 10        | Letter Promise Adult Seventy     |             | Jay Karas         | Kyle Mack                       | 20. června 2019 | nebylo vysíláno |
| 77           | 11        | Clean Pens Grandma Guys          |             | Natalia Anderson  | Max Saltarelli                  | 20. června 2019 | nebylo vysíláno |
| 78           | 12        | Cabana Hero Action Son           |             | Justin Adler      | Justin Adler                    | 27. června 2019 | nebylo vysíláno |
| 79           | 13        | Reverse Burden District Germany  |             | Alex Reid         | Barbie Adler                    | 27. června 2019 | nebylo vysíláno |